# Michael Spies
Michael Spies (* 9. Juli 1965 in Stuttgart) ist ein ehemaliger deutscher Fußballspieler. Insgesamt trat er für sieben verschiedene Vereine in der Fußball-Bundesliga an, was außer ihm nur Sebastian Polter gelang, wobei Spies zudem jeweils mindestens ein Tor schoss, was Rekord ist. Mit drei weiteren spielte er zweitklassig. Titel blieben ihm versagt, mit der SpVgg Unterhaching und dem VfL Wolfsburg gelang ihm aber in den 1990er-Jahren der Aufstieg in die Bundesliga.

## Laufbahn
Michael Spies kam im Jahre 1983 von den Stuttgarter Kickers zum VfB Stuttgart, wo er erst in der Amateuroberliga Baden-Württemberg spielte. In der Saison 1985/86 bestritt er seine ersten Spiele in der Fußball-Bundesliga für den VfB Stuttgart. Beim Endspiel um den DFB-Pokal, das Stuttgart mit 2:5 gegen den FC Bayern München verlor, wurde er in der Halbzeit für Michael Nushöhr eingewechselt. Danach wechselte das junge Mittelfeldtalent in die 2. Fußball-Bundesliga zum SSV Ulm 1846. Im folgenden Jahr kehrte er in die Bundesliga zurück, wo er 1987 einen Vertrag beim Karlsruher SC unterschrieb. Hier konnte er sich einen Stammplatz erkämpfen. In seiner zweiten und letzten Saison für die Badener erzielte er zehn Tore und war damit bester Torjäger seines Teams. Zur Saison 1989/90 wechselte er zu Borussia Mönchengladbach, für die er zwei Saisonen spielte. Er verlor aber im zweiten Jahr seinen Stammplatz und wechselte daraufhin zu Hansa Rostock.
Bei Hansa Rostock, der gerade als einer der beiden ersten ostdeutschen Vereine nach der Wiedervereinigung in die Bundesliga gekommen war, entwickelte Spies sich rasch zum Stammspieler und war mit 13 Toren bester Torschütze. Doch konnte der Abstieg der Hanseaten nicht verhindert werden.
Beim Rückspiel im Europapokal der Landesmeister (Hinspiel 0:3) gegen den FC Barcelona erzielte er den 1:0-Siegtreffer. Spies wechselte 1992 mit weiteren Rostocker Spielern, darunter Florian Weichert, zum Hamburger SV. Doch hier konnte sich Spies nie durchsetzen, weshalb er nach zwei Saisonen zu Dynamo Dresden wechselte. Hier avancierte Spies wieder zum Stammspieler, doch stieg er mit Dynamo nach der Saison 1994/95 aus der Bundesliga ab. Die Dresdner mussten sogar aufgrund des Lizenzentzugs in die Regionalliga Nordost absteigen. Er wechselte daraufhin zum VfL Wolfsburg. Nach zwei Spielzeiten in der zweiten Liga gelang Spies 1997 mit den Wolfsburgern der Aufstieg in die Bundesliga, in der er seine siebte und letzte Station bestritt. Nach der Saison folgte ein erneuter Wechsel, diesmal in die zweite Liga zur SpVgg Unterhaching, wo er jedoch nur vier Spiele bestritt. Er wechselte 1999 zum VfB Lübeck, wo er nach der Saison 2000/01 in der Regionalliga Nord seine Profilaufbahn beendete.
Michael Spies war in der Saison 2008/2009 Trainer beim Bezirksoberligisten SSV Kästorf. Im September 2011 folgte Spies Holger Ballwanz als Trainer des Landesligisten SSV Vorsfelde. Zum Saisonende 2012 verließ er den Verein.
Zur Saison 2017/18 übernahm Spies als Nachfolger von Uwe Erkenbrecher den Trainerposten beim Oberligisten MTV Gifhorn.

## Statistik
- Bundesliga: 219 Spiele, 46 Tore
- 2. Bundesliga: 73 Spiele, 13 Tore
- Regionalliga: 2 Spiele, 0 Tore
- DFB-Pokal: 1 Spiel, 0 Tore
  - 2/0 VfB Stuttgart
  - 4/2 Borussia Mönchengladbach
  - 1/0 Hansa Rostock
  - 3/1 Dynamo Dresden
  - 2/1 Hansa Rostock